# Kesteven 73
Kesteven 73, abreviado como Kes 73 y llamado también SNR G027.4+00.0, G27.4+0.0, 4C -04.71 y AJG 85, es un resto de supernova situado en la constelación de Scutum.

## Morfología
La morfología de Kesteven 73 muestra una cáscara incompleta, tanto en banda de radio como en rayos X, rellena de subestructuras grumosas visibles en rayos X. Las observaciones en esta última región del espectro electromagnético infieren que la onda de choque ha encontrado material interestelar, y hay indicios de la existencia de nubes moleculares en las regiones cercanas.
Estudios en el infrarrojo claramente detectan este resto de supernova en la banda de 24 μm. Esta emisión en infrarrojo se ha atribuido bien a granos calentados por colisiones en el plasma caliente, o bien a ciertas líneas de emisión nebular con una pequeña contribución a la emisión continua
del polvo producido en el remanente.
Por otra parte, se ha detectado una fuente de rayos gamma extendida cuyo centroide está al oeste de Kesteven 73. El espectro de rayos gamma no puede ser reproducido por emisión leptónica pura, ni por emisión pura del magnetar —véase más abajo—, siendo necesaria una componente debida a emisión hadrónica.

## Remanente estelar
Kesteven 73 alberga en su interior el magnetar 1E 1841−045, identificado inicialmente como un púlsar de rayos X anómalo. Su período de rotación, 11,8 s, es uno de los más largos en esta clase de objetos.
Se piensa que Kesteven 73 es un resto de supernova procedente de una explosión de tipo IIP de una supergigante roja. 
La falta de un claro enriquecimiento químico sugiere que la masa de la progenitora era inferior a 20 masas solares.

## Edad y distancia
Kesteven 73 tiene una incierta edad entre 750 y 2100 años. Tampoco existe consenso en cuanto a la distancia a la que está,  8500 (+1300, -1000), 5800 o 5900 pársecs.
Su diámetro estimado es de 7 pársecs aproximadamente.